# Microthremma villosum
Microthremma villosum är en nattsländeart som beskrevs av Schmid 1957. Microthremma villosum ingår i släktet Microthremma och familjen Helicophidae. Inga underarter finns listade i Catalogue of Life.